# بنكوي عشاير شبانكاره (مقاطعة فيروزآباد)
بنكوي عشاير شبانكاره (بالفارسية: بنکوی عشایر شبانکاره) هي قرية تقع في قسم جايدشت الريفي في إيران. يقدر عدد سكانها بـ 308 نسمة .